# Băbana, Argeș
Băbana este satul de reședință al comunei cu același nume din județul Argeș, Muntenia, România.